# Konstsim vid världsmästerskapen i simsport 2022 – Tekniskt program par
Det tekniska programmet för par vid världsmästerskapen i simsport 2022 avgjordes mellan den 17 och 19 juni 2022 i Szechy Pool i Budapest i Ungern.

## Resultat
Försöksheatet startade den 17 juni klockan 13:00 UTC+2. Finalen startade den 19 juni klockan 16:00.
Grön bakgrund betyder att konstsimmaren gick vidare till finalen
| Placering | Nation         | Simmare                                      | Försöksheat | Försöksheat | Final   | Final     |
| Placering | Nation         | Simmare                                      | Poäng       | Placering   | Poäng   | Placering |
| --------- | -------------- | -------------------------------------------- | ----------- | ----------- | ------- | --------- |
| 1         | Kina           | Wang Liuyi Wang Qianyi                       | 92,6378     | 1           | 93,7536 | 1         |
| 2         | Ukraina        | Maryna Aleksijiva Vladyslava Aleksijiva      | 91,8565     | 2           | 91,8617 | 2         |
| 3         | Österrike      | Anna-Maria Alexandri Eirini-Marina Alexandri | 90,2869     | 3           | 91,2622 | 3         |
| 4         | Japan          | Moe Higa Megumu Yoshida                      | 90,0294     | 4           | 89,9444 | 4         |
| 5         | Italien        | Linda Cerruti Costanza Ferro                 | 89,4116     | 5           | 89,8733 | 5         |
| 6         | Mexiko         | Nuria Diosdado Joana Jiménez                 | 85,6160     | 6           | 87,1936 | 6         |
| 7         | USA            | Anita Alvarez Megumi Field                   | 85,5281     | 8           | 86,4262 | 7         |
| 8         | Nederländerna  | Bregje de Brouwer Marloes Steenbeek          | 85,5859     | 7           | 86,1420 | 8         |
| 9         | Storbritannien | Kate Shortman Isabelle Thorpe                | 84,8081     | 9           | 84,9751 | 9         |
| 10        | Israel         | Eden Blecher Shelly Bobritsky                | 84,0556     | 10          | 84,2990 | 10        |
| 11        | Tyskland       | Marlene Bojer Michelle Zimmer                | 82,7121     | 11          | 82,7570 | 11        |
| 12        | Sydkorea       | Hur Yoon-seo Lee Ri-young                    | 80,6840     | 12          | 80,3069 | 12        |
| 13        | Schweiz        | Emma Grosvenor Margaux Varesio               | 79,9267     | 13          |         |           |
| 14        | San Marino     | Jasmine Verbena Jasmine Zonzini              | 78,7143     | 14          |         |           |
| 15        | Brasilien      | Jullia Catharino Laura Miccuci               | 78,4679     | 15          |         |           |
| 16        | Singapore      | Debbie Soh Miya Yong                         | 78,4116     | 16          |         |           |
| 17        | Serbien        | Sofija Džipković Jelena Kontić               | 76,3368     | 17          |         |           |
| 18        | Tjeckien       | Karolína Klusková Aneta Mrázková             | 76,2891     | 18          |         |           |
| 19        | Ungern         | Linda Farkas Boglárka Gács                   | 75,4002     | 19          |         |           |
| 20        | Egypten        | Nadine Barsoum Nehal Saafan                  | 75,3417     | 20          |         |           |
| 21        | Colombia       | Melisa Ceballos Estefania Roa                | 74,3560     | 21          |         |           |
| 22        | Uruguay        | Clara De León Agustina Medina                | 72,7254     | 22          |         |           |
| 23        | Argentina      | Luisina Caussi Camila Pineda                 | 72,2259     | 23          |         |           |
| 24        | Sverige        | Anna Högdal Clara Ternström                  | 71,0101     | 24          |         |           |
| 25        | Turkiet        | Selin Telci Ece Üngör                        | 70,1780     | 25          |         |           |
| 26        | Australien     | Georgia Courage-Gardiner Milena Waldmann     | 69,6770     | 26          |         |           |
| 27        | Kuba           | Gabriela Alpajon Stephany Urbina             | 66,7595     | 27          |         |           |
| 28        | Thailand       | Pongpimporn Pongsuwan Supitchaya Songpan     | 66,5138     | 28          |         |           |
| 29        | Malta          | Thea Blake Ana Culic                         | 64,5435     | 29          |         |           |
| 30        | Sydafrika      | Skye MacDonald Xera Vegter                   | 64,3119     | 30          |         |           |
| 31        | Aruba          | Maria Salazar Melanie Tromp                  | 64,1479     | 31          |         |           |
| 32        | Costa Rica     | María Alfaro Anna Mitinian                   | 63,6299     | 32          |         |           |